# Óscar Saavedra San Martín
Óscar Saavedra San Martín (n. La Paz, Bolivia; 29 de junio de 1940-Bonvicino, Italia; 8 de abril de 2018), Doctor en Física de la Universidad de Milán, Italia, 1964, por su tesis de grado elaborada en el EURATOM (Centro de Investigación Nuclear de Europa, Italia): “No conservación de la paridad en las interacciones fuertes” (Parity non conservation in Strong Interactions). Su actividad científica se ha concentrado en la física de la radiación cósmica y en la física de astropartículas. Sus artículos e informes han sido publicados en la mayoría de las revistas internacionales de Física y Astrofísica. Fue un astrofísico de renombre internacional y su obra lo hace ser un orgullo para su país, Bolivia.

## Responsabilidades científicas

### Bolivia
1966-1968 Director del Laboratorio de Física Cósmica de Chacaltaya.
Vicepresidente del Instituto de Estudios Geofísicos de Bolivia.

### Italia

#### Responsable de la participación italiana en investigaciones científicas de colaboración internacional

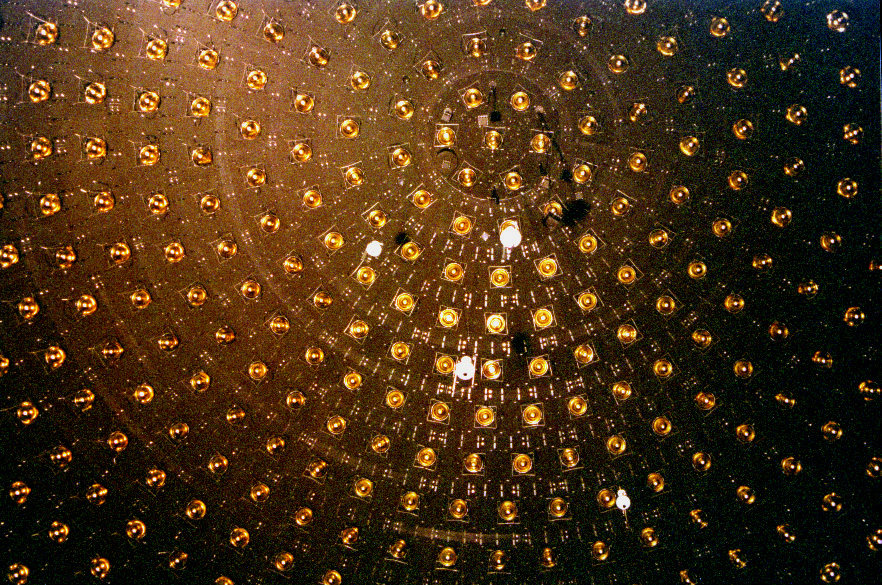
Interior del Detector de Neutrinos

1970-1974 Italia-Alemania-Francia. Colaboración con la Universidad de Kiel, Alemania, para el estudio de la “Chubascos atmosféricos extensos]” (EAS, Extensive Air Shower) con "Radiación de Cherenkov" en el Observatorio en Pic du Midi de Bigorre, Francia.
1972-1979 Italia-EE. UU. Colaboración con universidades de Pensilvania y Texas para buscar “Ráfagas de neutrinos de origen extraterrestre” (Burst of neutrinos from extraterrestial origin).
1986-1991 En el Experimento NUSEX (Nucleon Stability Experiment) para estudiar la “Estabilidad del nucleón” (posibles anomalías en los flujos de neutrinos atmosféricos) en el Laboratorio de Mont Blanc. NUSEX comenzó en 1982 y la actividad de Saavedra como responsable de la participación italiana concluyó en 1986. De 1987 a 1991 fue expositor de la colaboración entre Milán, Frascati, Turín y la CERN (Organización Europea para la Investigación Nuclear).
1976-2000 En el Experimento LSD (Liquid Scintillator Detector) sobre la Astronomía de neutrinos para la detección de “Neutrinos de baja energía” (LSD, Low Energy Neutrino), en el Laboratorio de Mont Blanc con la colaboración de la Academia de Ciencias de la URSS.
1985-2000 Con varias universidades de Japón, entre ellas de Tokio, Saitama y Okayama, para la “Búsqueda de partículas súper lentas y súper masivas” con el TLS (Thermo Luminescence Experiment).
1989-1996 Con el Instituto de Investigación de Rayos Cósmicos de Investigación (ICCR, Institute for Cosmic Ray Research) de la Universidad de Tokio, Japón, para la búsqueda de la “Materia extraña en los quark", strange matter (SQM, Strange Quark Matter) en la radiación cósmica mediante globos aerostáticos desde Trapani, Italia.
1991-2018. Con el Instituto de Ingeniería Física de Moscú para el estudio del “Componente horizontal de la radiación cósmica” mediante el Experimento DÉCOR. Status of the NEVOD-EAS experiment.
1995-2002 Con el Laboratorio de Física Cósmica de Chacaltaya, Bolivia , “Búsqueda de componentes de alta energía en Brotes de Rayos Gamma” (GRB, Search of the High Energy Component of Gamma Ray Bursts) en el Experimento INCA.

#### Participación activa en experimentos
Hasta 1968 Experimento sobre la “Cascada atmósférica” (BASJE Bolivian Air Shower] Joint Experimen) en Chacaltaya, Bolivia, para la búsqueda astronómica de rayos gamma de alta energía.
Experimento EAS-TOP en el Laboratori Nazionali del Gran Sasso, Italia, hasta 2002, para el estudio de las características de la “Cascada atmosférica extensa” (EAS Extensive Air Shower) a 2000 m s. n. m.
Estudio de “Neutrinos en el colapso de estrellas” con el Detector de Gran Volumen (LVD Large Volume Detector), LVD y On-line recognition of supernova neutrino bursts in the LVD detector del Laboratori Nazionali del Gran Sasso, Italia. Trabajo aún en curso
"Búsqueda de Monopolos magnéticos ligero]”, (SLIM, Search for Light Magnetic Monopoles) y de “Materia extraña en los quark”, (SQM, Strange Quark Matter) en el Laboratorio de Física Cósmica de Chacaltaya, Bolivia.
Experimento LAGO para la búsqueda de “Brotes de Rayos Gamma” en laboratorios de gran altitud. Looking for the high energy component of GRBs at the Large Aperture GRB Observatory

## Organizador de Conferencias
III International Cosmic Rays Workshop. Dushanbe, Tayikistán, 25-26 de septiembre de 2013 Academy of Sciences of the Republic of Tajikistan, S.U.Umarov Physical-Technical Institute, International Scientific-Research Center Pamir-Chacaltaya.
SN 1987a: Some Reminiscence.  IV School on Cosmic Rays and Astrophysics. UFABC - Santo André - San Pablo - Brasil. 25 de agosto a 3 de septiembre de 2010
Introduction to Cosmic Rays Physics. Third School on Cosmic Rays and Astrophysics. Arequipa, Perú. 25 de agosto a 5 de septiembre de 2008
Relevance of Cosmic Ray Mountain Records for Space and Earth Weather. Turín, Italia. 18-22 de junio de 2007
Looking for the high energy component of GRBs at the Large Aperture GRB Observatory
High Energy Cosmic Ray Interactions , First School Of Cosmic Rays And Astrophysics. La Paz, Bolivia, 9-20 de agosto de 2004
The SN1987a: 18 Years After. 22nd Texas Symposium on Relativistic Astrophysi Conference. Diciembre 2004
El legado de Galvani y Volta a la ciencia contemporánea, La Paz, Bolivia 2 de agosto de 2004

## Distinciones

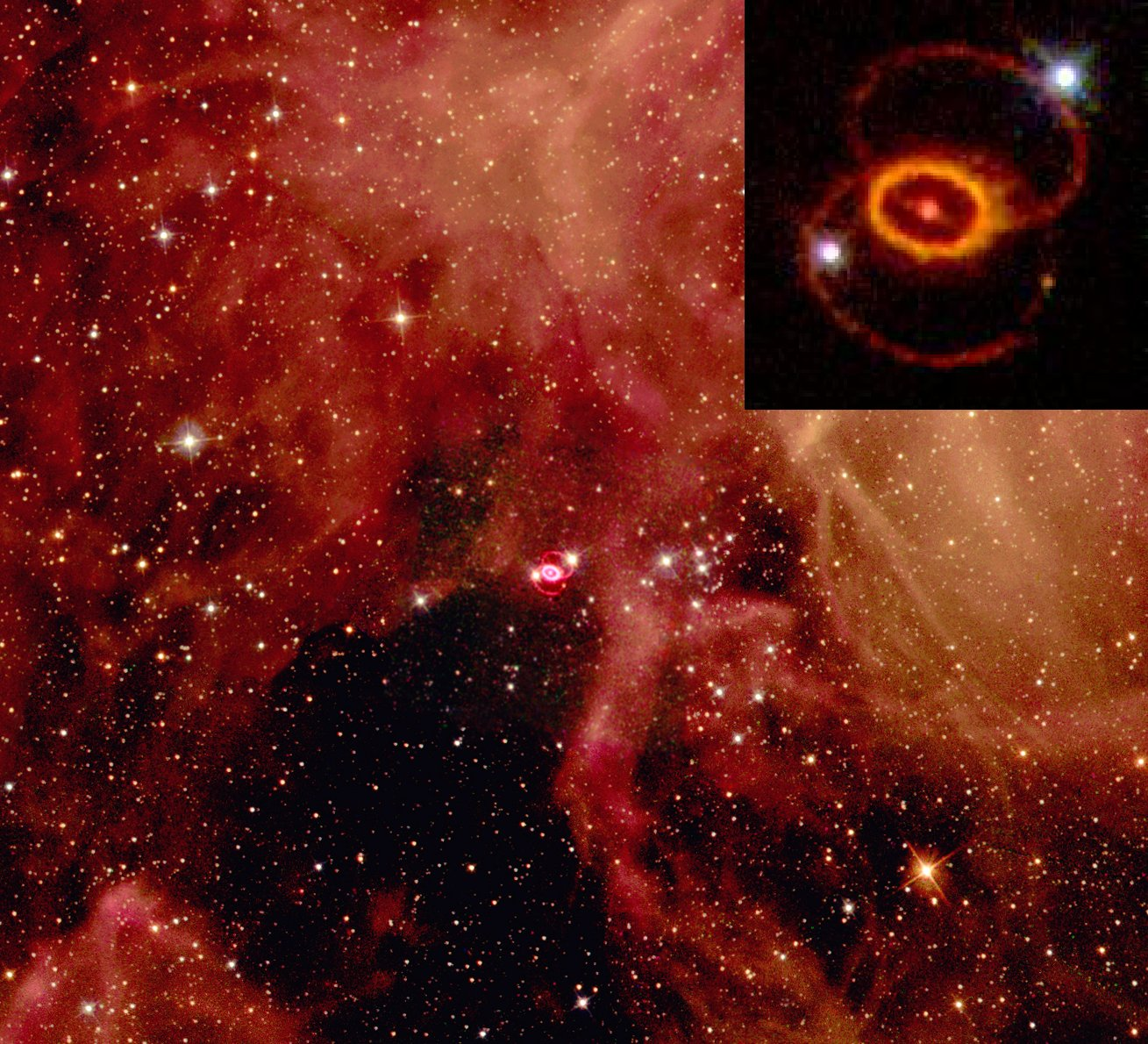
Supernova SN 1987°

Doctor honoris causa de la Universidad Mayor de San Andrés (UMSA), La Paz, Bolivia en febrero / 2001.
Diploma (junto con Olga Ryazanskaya) de la Academia de Ciencias de Rusia, en 1996 por el mejor artículo científico publicado.
Premio Markow de la RAS (Academia de Ciencias de Rusia), febrero de 2007 en ocasión de los 20 años del descubrimiento de supernova SN 1987°, por su trabajo sobre astronomía de neutrinos.
Profesor Honorario en la (UNSA) de la Universidad Nacional de San Agustín de Arequipa, Perú, agosto de 2008.

## Actividades académicas
1983-1994 Profesor Asociado de Electrónica en el Departamento de Física.
1995-2000 Profesor Asociado de Física de Rayos Cósmicos.
2001-2011
Profesor de Fundamentos de Física de Rayos Cósmicos.
Profesor de Interacciones Fundamentales de Rayos Cósmicos en el Departamento de Física de la Universidad de Turín.
Profesor de Electrónica Devises en la Estrategia de la Facultad de Ciencias de la Universidad de Turín.
2011 Retirado pero aún profesor de Fundamental Las interacciones de los rayos cósmicos en la Universidad de Turín.
2015 Profesor en el MEPHY (Moscow Nuclear Research Institute)

## Publicaciones
Todo el trabajo científico de Saavedra se recoge y se manifiesta en más de 500 artículos publicados —Aproximadamente 350 se enumeran en "Pubblicazioni" en su página web, de SLAC HEP-Spires—.

## Documentos científicos

### Referencia de los principales y más significativos
- 1. - “Observation of a Possible antineutrino pulse of Extraterrestrial Origen” by K. Lande, G. Bozoki, W.Frati C.K.Lee E. Fenives and O. Saavedra, Nature 251,485 (1974) represents the first possible observation in the world of a neutrino burst from collapsing star (see Physics to Day, July 1974 for comments)

- 2. - The paper: “On the event observed in the Mt. Blanc Underground Neutrino during the occurrence of the SN 1987a” by LSD Collaboration (Atrophies. Lett. 3, 1321,1987) was the report of the first observation of pulses that could be due to neutrinos from a collapsing star.

- 3. - LSD allows setting limits on:

a)	“Limits on low energy neutrino fluxes with Mt. Blanc LSD” Astro. Part. Phys 1,1 (1992)

b)	“Hadrons and other secondaries generated by cosmic muons underground” Nuovo Cimento 18C, 517 (1995) This paper was awarded by the Academy of Science of USSR.

c)	“Search for low energy and antineutrinos in coincidence with BATSE GRBs” Astrophys. And Space Science 231 355 (1995)

d)	“Upper limit on the solar antineutrino flux according to LSD data” JEPT lett. 63, 10 (1996)
- 4. - NUSEX experiment was collaboration between Frascati, Milano, Torino and CERN on Proton decay.

a)	“Nucleon stability, magnetic monopoles and atmospheric neutrinos observed at Mt. Blanc NUSEX experiment”: Phys. Lett. B133,454 (1983)

b) “Experimental study of atmospheric neutrino flux in the NUSEX neutrino experiment”: Europhys.Lett.8:611-614 (1989)

c)	“Observation of a time modulated muon fluxes in the direction of Cygnus X-3” Phys.Lett.B155:465 (1985)
- 5. - With INCA experiment at Chacaltaya we set the best limits up to now on detection of GRBs at very low energy (~10 GeV) at ground level: “Search for GeV gamma ray burst at Mt. Chacaltaya” procc. of ICRC, 2735, Hamburg, Germany (2001).

- 6. - With SLIM experiment (still in progress) we set the best limits on Light magnetic monopoles and SQM search at Chacaltaya: TAUP2005, in press, also: Radiat.Meas.40:405-4090 (2005)

- 7.- With the DECOR-NEVOD Italian Russian collaboration:

	a) ”New approach to cosmic ray energy spectrum investigation in récord energy interval from 10^15 up to 10^19 eV EPJ Web Conf. 53 (2013) 08001 , It was made by means of relatively small detector for inclined muon bundle registration and it was the first observation of energy dependence of muon bundle excess compared with simulations, which was confirmed in other experiments, including Auger.

	b) ”Observation of electromagnetic interaction of high energy muons deep underground” Phys. Rev. 52D, 2673 (1995)

	c) “Multiple interaction of muons in the NUSEX detector and muon energy spectrum at deep underground” Astrop. Phys.6, 187 (1999)

### Trabajos publicados entre 2011 y 2015
- I.A. Shulzhenko et al. Russian-Italian collaboration DECOR-NEVOD experiment. Published in Bull.Russ.Acad.Sci.Phys. 79 (2015) 3, 389-391, Izv.Ross.Akad.Nauk Ser.Fiz. 79 (2015) 3, 423–426

1. Investigation of cascade showers in the Cherenkov water detector NEVOD
2. EAS array of the NEVOD Experimental Complex
3. Measuring module of the Cherenkov water detector NEVOD
4. Status of the NEVOD-EAS experiment
5. Application of the URAGAN muon hodoscope to calibrate charged particle detectors
6. Measuring the spectrum of the local density of charged particles on the SCT setup
7. Study of cascade showers generated by near-horizontal muons in the water Cherenkov detector with a dense array of optical modules
8. A proposed NEVOD-EAS installation for the detection of extensive air showers

- Search of the "second knee" by means of muon bundles in inclined EAS I.I. Yashin, et al. Russian-Italian collaboration DECOR-NEVOD. Experiment DOI (enlace roto disponible en Internet Archive; véase el historial, la primera versión y la última).

- Implication for the Core-collapse Supernova Rate From 21 Years of Data of the Large Volume Detector. LVD. Collaboration N.Yu. Agafonova et al. Published in Astrophys.J. 802 (2015) 1, 47

- Measurement of cosmic muon charge ratio with the Large Volume Detector. LVD Collaboration N.Yu. Agafonova et al. Nov 27, 2013. 14 pp. e-Print

- New technique and results of cosmic ray investigations in the energy interval 1015−1019 eV A.A. Petrukhin et al. Russian-Italian collaboration DECOR-NEVOD experiment. Published in EPJ Web Conf. 53 (2013) 08001

- CTA contributions to the 33rd International Cosmic Ray Conference (ICRC2013). O. Abril, Bet al Jul 8, 2013. Conference: C13-07-02 Proceedings. http://arxiv.org/abs/1311.6995 e-Print] [astro-ph.HE]

- A proposed NEVOD-EAS installation for the detection of extensive air showers. I.A. Shulzhenko et al. 2013. 3 pp. Published in Bull.Russ.Acad.Sci.Phys. 77 (2013) 641-643, Izv.Ross.Akad.Nauk. 77 (2013) 710-712

- Measurement of the velocity of neutrinos from the CNGS beam with the Large Volume Detector. LVD. Collaboration N.Yu. Agafonova et al. Aug 2012. 5 pp. Published in Phys.Rev.Lett. 109 (2012) 070801

- Investigation of the properties of the flux and interaction of ultrahigh-energy cosmic rays by the method of local-muon-density spectra. A.G. Bogdanov et al. 2010. 17 pp. Phys.Atom.Nucl. 73 (2010) 1852-1869, Yad.Fiz. 73 (2010) 1904-1920